# Aangevulde realiteit

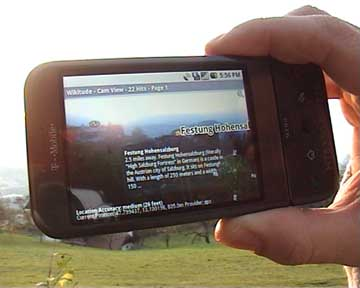
Smartphone met Wikitude

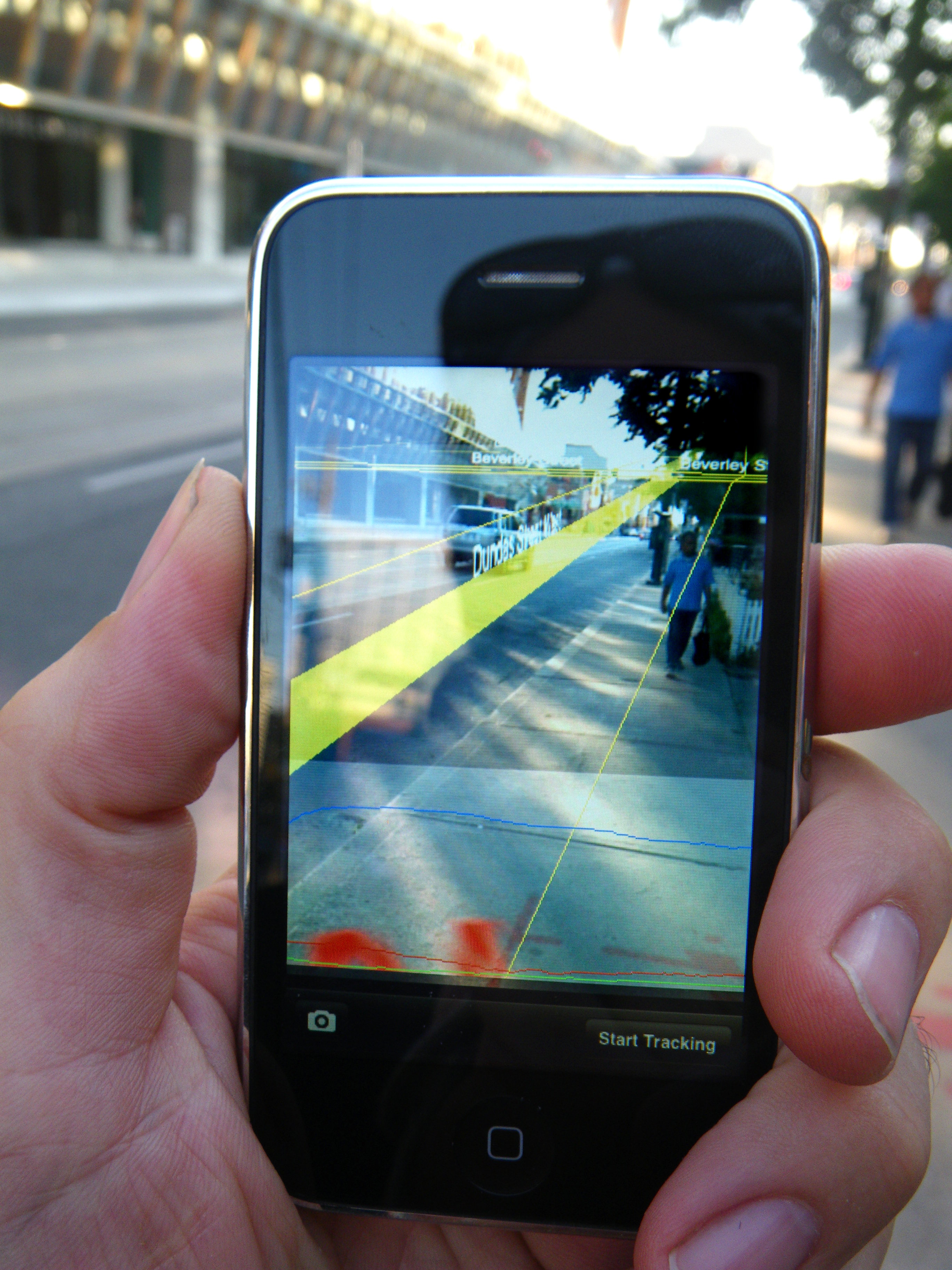
iPhone met toegevoegde kaartinformatie

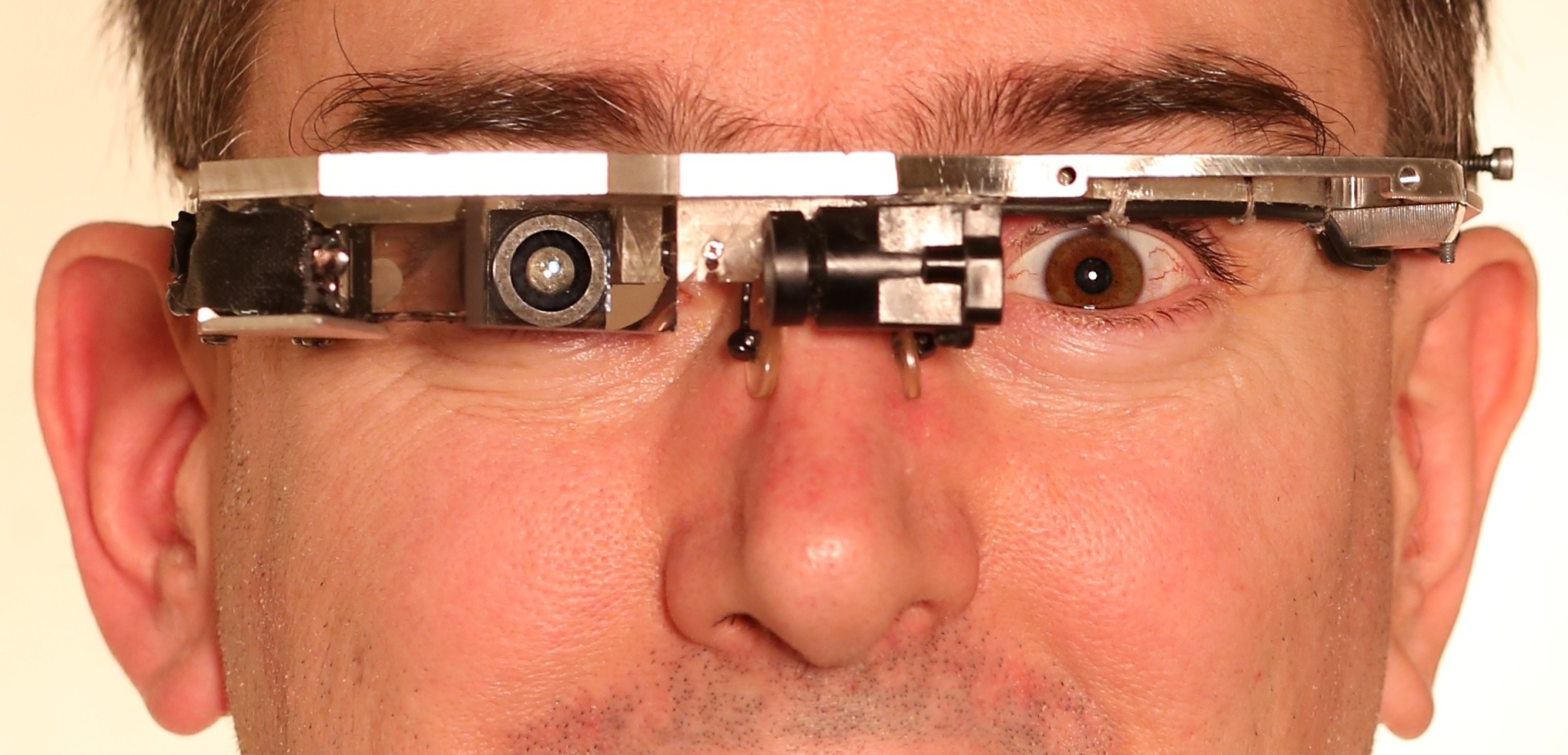
AR-bril (prototype)

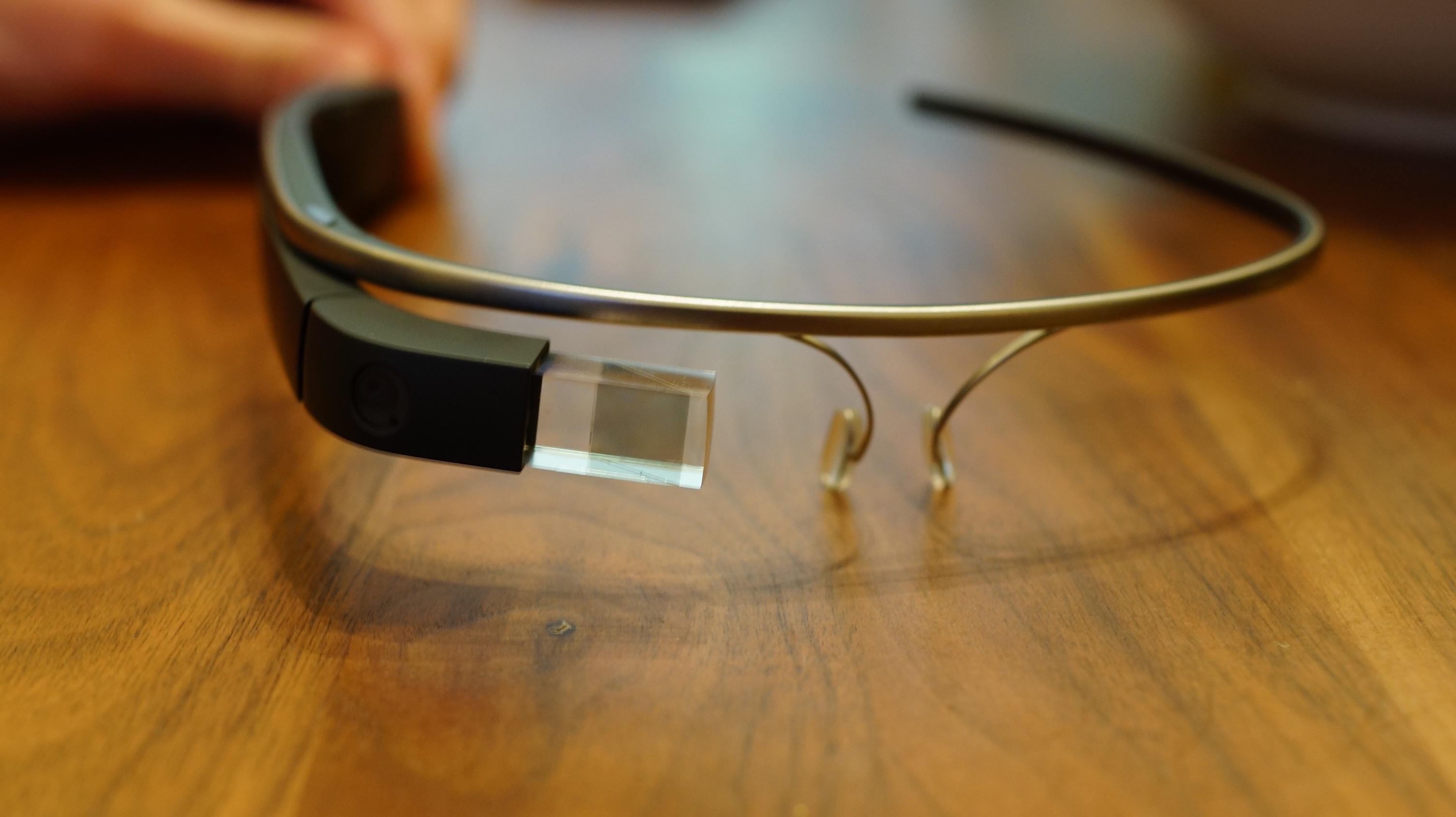
AR-bril: Google Glass Explorer Edition

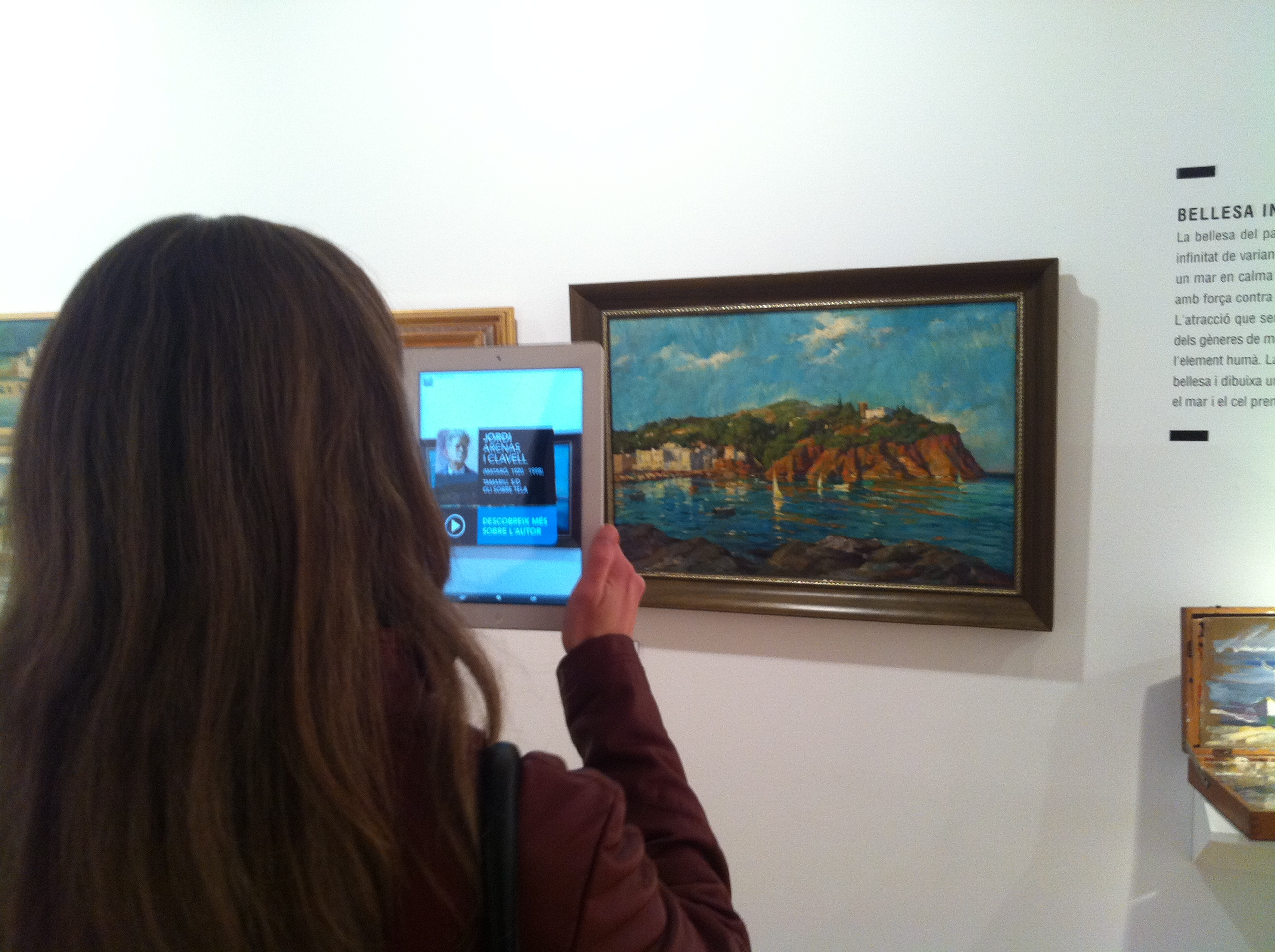
Tekst en uitleg via AR in een museum

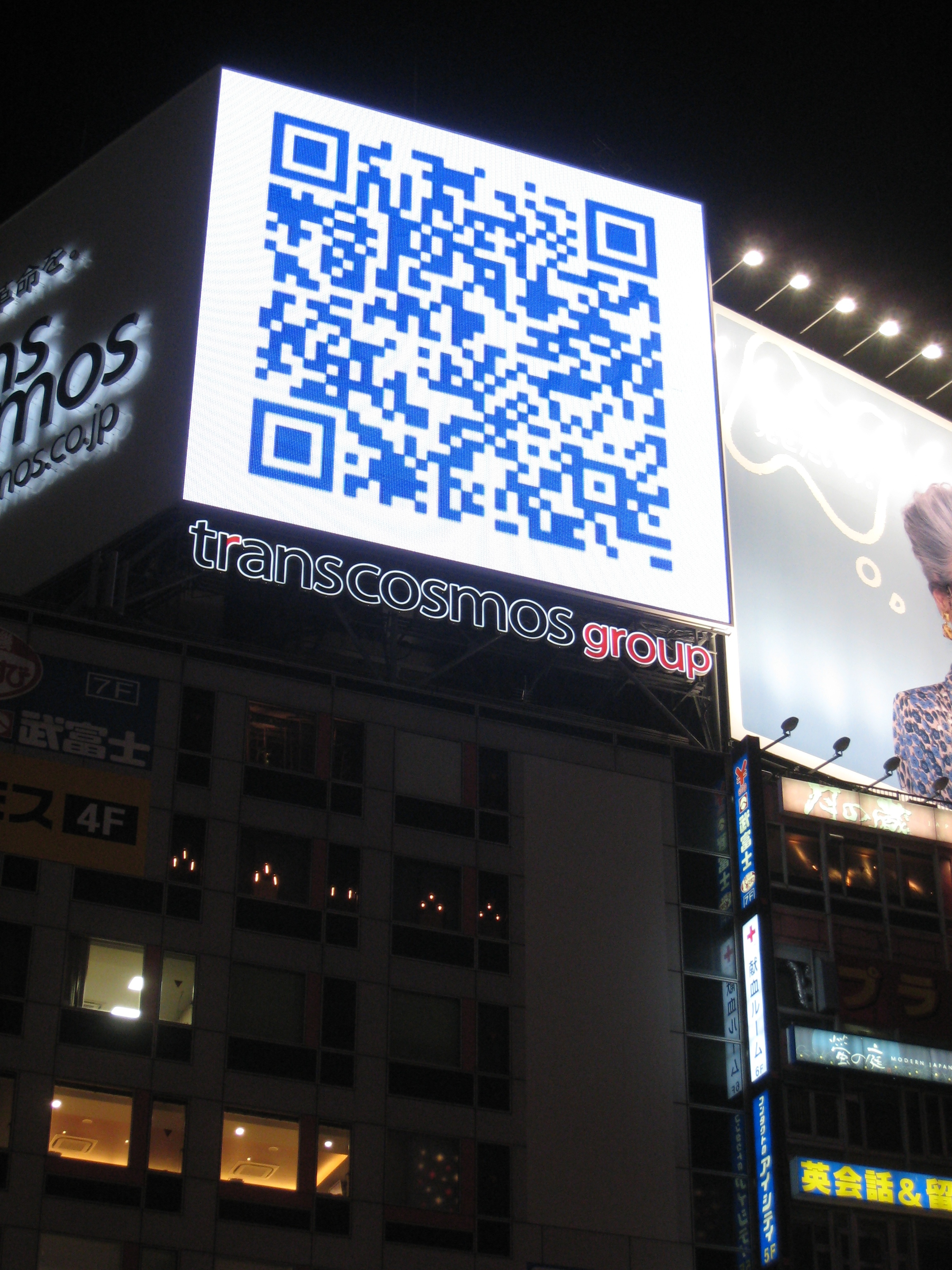
Reclamebord met QR-code in Japan

Aangevulde realiteit (AR) (Engels: augmented reality of AR) is een live, direct of indirect, beeld van de werkelijkheid waaraan elementen worden toegevoegd door een computer. Deze soms met behulp van een QR-code toegevoegde elementen bevatten veelal sensordata of extra informatie over de omgeving.

## Augmented reality
Met behulp van advanced augmented reality technology (bijvoorbeeld objectherkenning) kan ervoor gezorgd worden dat de toegevoegde informatie op een intuïtieve manier kan worden weergegeven en er ook interactief mee kan worden omgegaan door de gebruiker. AR is gerelateerd aan het meer algemene concept mediated reality, waarbij de waarneming van de realiteit wordt gewijzigd door een computer. (Informatie kan zowel worden toegevoegd als weggenomen.) De technologie probeert er voor te zorgen dat de gebruiker een beter begrip van de werkelijkheid krijgt. AR is in zekere zin gerelateerd aan virtuele realiteit. Het grote verschil bestaat er echter in dat bij virtuele realiteit de ervaring van de echte wereld grotendeels wordt vervangen door een ervaring van een gesimuleerde fantasiewereld terwijl AR een extra informatielaag toevoegt aan de waarneming van de reële wereld.
Toepassingen met AR zijn de laatste jaren zeer populair geworden. Dit is vooral te danken aan de snelle technologische ontwikkelingen. Een goed voorbeeld hiervan zijn de smartphones; doordat deze wijd verspreid zijn en over voldoende rekenkracht en de benodigde hardware-onderdelen beschikken worden er steeds vaker applicaties voor ontwikkeld die gebruikmaken van AR. Omdat ze ook uitgerust zijn met technologieën voor draadloze communicatie zoals bluetooth en wifi kunnen ze ook makkelijk verbonden worden met speciale brillen of andere typen van projectiesystemen voor het genereren van aangevulde realiteit.

## Definitie
Een officiële overeenstemming over de definitie van aangevulde realiteit is er niet, maar volgens een inventarisatie door Ronald Azuma moet een AR-systeem aan drie voorwaarden voldoen:
Het is een systeem dat:
- reëel en virtueel combineert
- in realtime interactief is
- in drie dimensies functioneert

## Voorbeelden
Aangevulde realiteit werd in het verleden voornamelijk gebruikt voor tv- of cameratoepassingen. In de tv-sector kennen we AR van voetbalscores, balbanen, quizpunten en dergelijke die over de werkelijke beelden worden geplaatst. Een vrij nieuwe toepassing op TV is het programma Avastars dat sinds 24 februari 2023 op SBS6 wordt uitgezonden. Bij deze virtuele talentenjacht wordt AR gebruikt om op een echt podium in een studio zingende en dansende poppetjes te plaatsen die de strijd met elkaar aangaan, waarbij ze worden beoordeeld door een jury. Deze poppetjes worden gevormd door een koppel dat bestaat uit een echte zanger en een danser die in een aparte ruimte staan met een speciaal pak aan en een helm op, waarop sensoren zitten die de bewegingen van de danser en zang van de zanger registreren en via een computer omzetten in een digitaal poppetje. In camera's bestaat AR uit de projectie van belangrijke gegevens die op het scherm of in de zoeker te zien zijn. Hier gaat het dan meestal over informatie van het toestel zoals diafragma en sluitertijd of om data van de sensoren zoals lichtintensiteit. Sinds de opkomst van de smartphone wordt AR ook vaak gebruikt om gps-gegevens over de werkelijkheid te plaatsen of op digitale wijze informatie te geven bij bekende gebouwen of producten. Het kan ook gebruikt worden voor ontspanning, zoals bij de populaire spellen Pokémon GO en ingress.

## Toepassingen
Als toepassingen van AR kunnen genoemd worden:
- Ondersteuning bij complexe taken; bij assemblage, onderhoud, medische operaties etc.
  - toevoegen van bijkomende informatie in het gezichtsveld (een monteur krijgt labels in beeld die onderdelen van een systeem beschrijven)
  - visualisatie van verborgen objecten (tijdens medisch onderzoek of operaties met een röntgenbeeld), zodat een chirurg bijvoorbeeld een foetus in een baarmoeder kan waarnemen
- Navigatietoestellen
  - in voertuigen zoals auto's en boten (head-up displays die de navigatie vergemakkelijken)
  - in vliegtuigen (head-up displays in gevechtsvliegtuigen behoren tot de oudste AR-toepassingen en zijn nog steeds in ontwikkeling)
- Simulatie; vlieg- en autosimulatie
- Vermaak en onderwijs
  - virtuele objecten in musea en tentoonstellingen.
  - pretparkattracties
  - computerspellen
- Interactiesysteem
  - virtueel model van een klomp klei die te bewerken is door handbewegingen
  - versmelting van werkelijkheid met projecties van virtuele omgevingen

## Mobiele AR-toepassingen
Het mobiel maken van toepassingen van aangevulde of verhoogde realiteit, bedoeld voor het grote publiek, moet technisch aan meerdere voorwaarden voldoen om haalbaar te blijven:
- lage kosten: een praktische toepassing die overal en altijd binnen handbereik moet zijn, voor een zo groot mogelijk publiek, moet betaalbaar blijven voor de consument.
- robuust: het systeem moet kunnen worden gebruikt door de doorsnee consument, die doorgaans niet veel van elektronica weet. Hiervoor is soft- en hardware nodig die daar speciaal voor is aangepast.
- zelfstandigheid en samenwerking: de gebruiker verwacht een enerzijds autonome werking van het systeem, maar wil tegelijkertijd een vlotte samenwerking met andere toepassingen.
- tracking support: realtime tracking is waarschijnlijk de belangrijkste vereiste van een AR-systeem.
- innovatie: belangrijk is ook om continu tijd en moeite te blijven steken in het ontwerpen van nieuwe systemen of prototypes.
- structuur: gebruikers wensen praktische voordelen die een goede ergonomie vereisen.